# Miguel Alonzo Romero

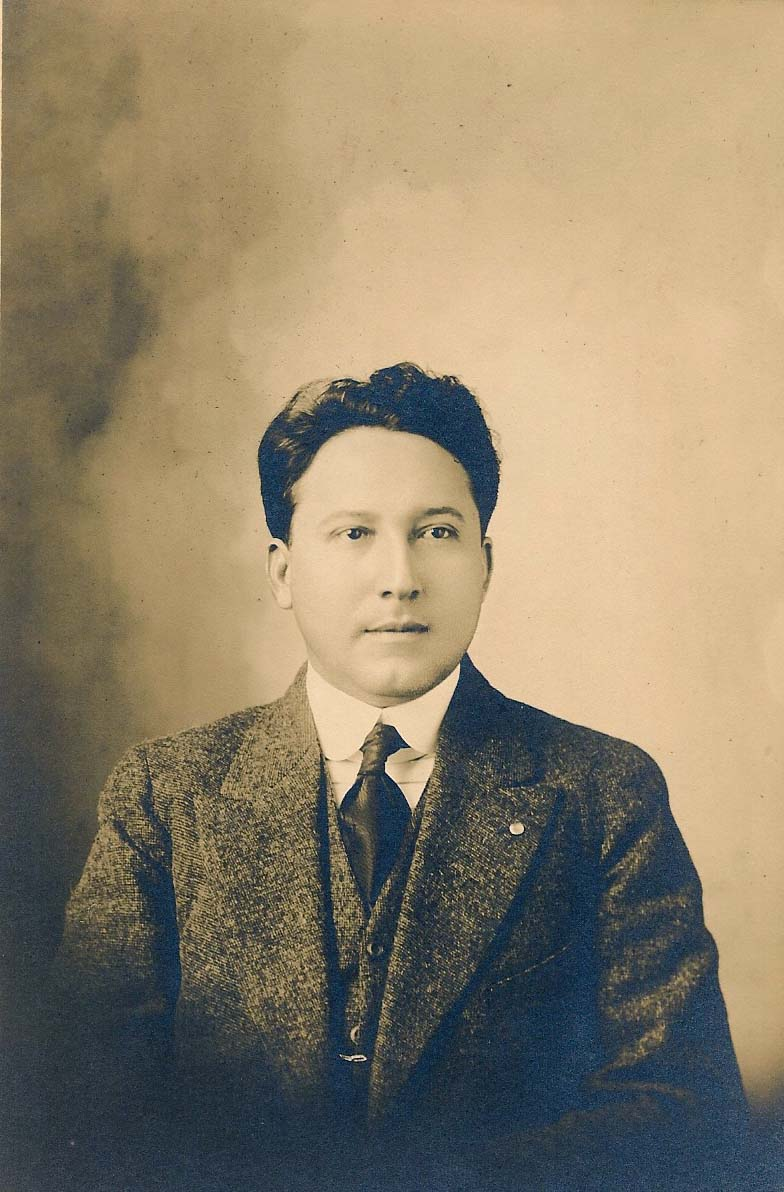
Miguel Alonzo Romero

Miguel Alonzo Romero (* 25. Dezember 1887 in Tekax, Bundesstaat Yucatán; † 29. September 1964 in Mexiko-Stadt) war ein mexikanischer Botschafter.

## Leben
Romero wurde 1920 an der Sorbonne zum Doktor der Pädiatrie promoviert und war Schriftsteller. Er war Mitglied der Partido Liberal Constitucionalista.
Von 1916 bis 1917 vertrat er den Bundesstaat Yucatán in der verfassungsgebenden Versammlung in Santiago de Querétaro.
Miguel Alonzo Romero führte auf dem Congreso Constituyente de México (1917) eine Debatte mit Aurelio Manrique und Antonio Díaz Soto y Gama.
Von der Regierung Venustiano Carranza wurde er wegen Verschwörung im Cárcel municipal de  Veracruz (Veracruz) inhaftiert und ausgewiesen. Nach der Ermordung von Carranza und dem Sieg des Plan de Agua Prieta  war er 1920 unter Adolfo de la Huerta Präsident des Kongress der Union Mexiko.
1922 wurde er von der Regierung von Álvaro Obregón zum Chefe de Gobierno von Mexiko-Stadt ernannt. Vom 25. November 1929 bis 15. Februar 1935 war er mit Amtssitz in Tokio außerordentlicher und bevollmächtigter Minister der mexikanischen Regierung in Japan und China. Vom 23. April 1935 bis 8. April 1937 war er Botschafter in Caracas. Vom 25. April 1954 bis 27. Januar 1961 war er Botschafter bei Anastasio Somoza García in Managua.